# Острва руског Арктика
Острва руског Арктика су бројне острвске групе и самостална острва разбацана по Северном леденом океану.

## Географија
Сва острва се налазе у Арктичком кругу и разбацана су по ивичним морима која припадају Арктичкој воденој маси, као што су: Баренцово, Карско, Лаптевско, Источносибирско, Чукотско и Берингово море. Област се протеже неких 7,000 km од Карелије на западу, до Чукотског полуострва на истоку.
Највеће острво је Северно острво Нове Земље, које је са површином од око 48.904 km² друго по величини острво у Русији, поред Сахалина, а четврто по величини острво у Европи.

## Острва
Редослед острва обухвата њихов распоред од запада ка истоку:
- Острво Викторија (Остров Виктория), око 14 km²;
- Земља Фрање Јосифа (Земля Франца Иосифа), око 16.134 km²;
  - Георгова земља (Земля Георга), око 2.821 km²;
  - Земља Виљчека (Земля Вильчека), око 2.203 km²;
  - Острво Грејема Бела (Остров Греэм-Белл) око 1.557 km²;
  - Александрина земља (Земля Александры), око 1.130 km²;
  - Острво Гаља (Остров Галля), око 1.049 km² и
  - Острво Солсбери (Остров Солсбери), око 960 km²;

- Колгујев (Остров Колгу́ев), око 3.497 km²;

- Нова земља (Новая Земля), око 90.650 km²;
  - Северно острво (о́стров Се́верный), око 48.904 km²;
  - Јужно острво (Южный остров), око 33.275 km²;
  - Вајгач, Вайга́ч), око 3398 km²;

- Острво Бели (Остров Белый), око 1.810 km²;

- Острво Шокалског (Остров Шокальского), око 428 km²;

- Острво Вилкицког (Остров Вильки́цкого), око 154 km²;

- Острво Олени (Остров Олений), око 1.197 km²;

- Острва Заповједник (Острова Заповедник), око 4,921 km²;
  - Острво Диксон и Острво Сибирјаковска (Диксон-Сибиряковский острова), око 871 km²;
  - Острва Карског мора (Острова Карского моря), око 4.000 km²;
    - Острво Свердуп, (Остров Свердруп)
    - Острва Арктичког института, (Острова Арктического института), око 259 km²;
    - Острва Известија ЦИК, (Острова Известий ЦИК), око 102 km²;
    - Острво Уједињења, (Остров Уединения), око 20 km²;
    - Острва Сергеја Кирова, (Острова Сергея Кирова), око 150 km²;
    - Острво Веронина, (Острова Воронина), око 7 km²;
    - Острво Тајмир, (Остров Таймыр)
    - Острво Колчака, (Остров Колчака)
    - Острвље Минина, (Шхеры Минина) и бројна друга мања острва.

  - Архипелаг Норденшелда (Архипелаг Норденшельда), око 50 km²;
    - Острва Литке (Острова Литке)
    - Острва Циволко (Острова Циволько)
    - Острва Пахтусова (Острова Пахтусова)
    - Источна острва (Восточные острова)
    - Острва Вилкицког (Острова Вилькицкого)
    - Лафетнија и Пролифнија острва

- Острво Визе (Остров Визе), око 289 km²;

- Острво Ушакова (Остров Ушакова), око 328 km²;

- Северна земља (Северная Земля), око 36.554 km²;
  - Острво Октобарске револуције (Остров Октябрьской Революции), око 14.170 km²;
  - Острво бољшевика (Остров Большеви́к), око 11.312 km²;
  - Острво комсомолца (Остров Комсомолец), око 9.006 km²;
  - Острво пионира (Остров Пионе́р), око 527 km²;

- Велики Бегичев, (Большой Бегичев), око 1.764 km²;

- Новосибирска острва (Новосиби́рские острова), око 36.290 km²;
  - Анжу острва (Острова Анжу), око 29.900km²;
  - Де Лонгових острва (Острова Де-Лонгаа), око 228 km²;
  - Љаховска острва (Ляховские островае), око 6.100 km²;

- Медвеђа острва (Медвежьи острова), око 65 km²;

- Ајон (Айон), око 2.000 km²;

- Врангелово острво (Остров Вра́нгеля), око 7.608 km²;

- Велики Диомед или Ратмановљево острво (Остров Ратманова), око 29 km².